# Beatriz Guido
Beatriz Guido (Rosario, 13 de diciembre de 1922-Madrid, 4 de marzo de 1988) fue una escritora argentina, miembro de la Generación del 55. Autora de novelas, libros de cuentos, obras de teatro y guiones para cine y televisión, fue pareja sentimental y artística del director Leopoldo Torre Nilsson, con quien colaboró en diferentes películas, y junto a Silvina Bullrich y Marta Lynch fue una de las tres novelistas argentinas más leídas de las décadas de los 50, los 60 y los 70.
Su obra marcada por la religión católica, se centra en el análisis de la realidad sociopolítica de la Argentina de su época, la introspección psicológica de sus personajes oprimidos y en el cuestionamiento a las represiones sexuales hacia los jóvenes imperantes en las clases altas y pequeño-burguesas argentinas.

## Biografía
Beatriz Guido era hija de Ángel Guido, arquitecto creador del Monumento a la Bandera (ubicado en Rosario), y de Berta Eirin, actriz uruguaya. Realizó estudios de letras en la Facultad de Filosofía y Letras en la Universidad de Buenos Aires.
Sus primeros libros publicados fueron Regreso a los hilos (1947) y Estar en el mundo (1950). También publicada varias traducciones de ensayos y obras de teatro de Gabriel Marcel, de quien había sido alumna en Francia. En 1954 gana el premio EMECÉ por su primera novela, La casa del ángel, a la que sucederán con creciente repercusión La caída (1956), Fin de fiesta (1958) y El incendio y las vísperas (1964). Con las dos últimas se convierte en una de las autoras más leídas de la época. El incendio... llega a tener 16 ediciones consecutivas.
Fue una escritora polémica, abiertamente antiperonista. En 1966, confesó ante la revista Confirmado que "era amiga de todos los jurados. Los concursos son tremendos. A mí me premiaron por amiguismo y cuando yo fui jurado también premié a mis amigos. Lo más grave es que, por ayudar a mis amigos, que eran escritores menores, dejé pasar un libro de Cortázar sin premiar."
El 23 de septiembre de 1950, contrajo matrimonio con el abogado Julio Gottheil, de quien se separaría tres años después. El 15 de abril de 1951, en casa del escritor Ernesto Sabato, conoce a Leopoldo Torre Nilsson, el más importante director cinematográfico argentino de su generación, con quien iniciaría una relación sentimental que perduraría hasta la muerte del realizador el 8 de septiembre de 1978. Este vínculo amoroso pronto se convierte en una sólida relación creativa, donde Beatriz Guido participaba en los guiones que Torre Nilsson dirige y dónde él transpone a la pantalla algunos de los textos de la escritora, que a su vez escribe argumentos especialmente para el cine. Así dan forma a películas como La casa del ángel, El secuestrador, La caída, Fin de fiesta, La mano en la trampa, Piel de verano, Homenaje a la hora de la siesta (1962), La terraza, El ojo que espía (1966) y Piedra libre (1976). Con estas películas la pareja viaja a los principales festivales de la época (Cannes y Berlín, entre los más famosos) logrando una repercusión inusual para el cine argentino de entonces. Con La mano en la trampa logran el premio especial de la crítica en el festival de Cannes de 1961.
Desde fines de la década de 1960, otros colaboradores se suman al equipo de guionistas de Torre Nilsson, para adaptar a otros autores de la literatura argentina como Adolfo Bioy Casares, Roberto Arlt o Manuel Puig. Tras la muerte de Torre Nilsson, Guido continuó colaborando con otros directores y coguionistas, sin alcanzar el mismo grado de repercusión de sus primeros trabajos. En paralelo mantuvo la publicación de obras literarias, tanto cuentos como novelas y artículos en la prensa, aunque sin llegar a alcanzar el volumen de ventas de sus obras de los años 60.  
En 1983 recibió el premio nacional de literatura. En 1984 la Fundación Konex de Buenos Aires le entregó el Diploma al Mérito en novela. En 1984, con la vuelta de la democracia, fue designada agregada cultural de la embajada argentina en España, cargo desde el cual se dedicó a la promoción del cine y la literatura argentinos en España y a tender lazos entre los dos países. Murió en Madrid en 1988 a causa de un derrame cerebral. En esos últimos años de su vida, Guido participó en numerosas entrevistas públicas, conferencias, congresos literarios y festivales de cine, manteniéndose activa hasta pocos días previos a su muerte. 

## Homenajes
En 2002 el festival de Mar del Plata le dedicó una retrospectiva a Torre Nilsson que incluyó una mesa redonda sobre Beatriz Guido. Ese mismo año el Correo Argentino le rindió homenaje emitiendo una estampilla con su retrato dibujado (en una serie que incluye también a figuras tan populares como Roberto Arlt, Niní Marshall y Luis Sandrini). 
En diciembre de 2022 fue nombrada ciudadana ilustre de la ciudad de Rosario, a partir de una propuesta de Oscar Barney Finn. Ese mismo mes en el Centro Cultural San Martín se realizó un encuentro por iniciativa de José Miguel Onaindia, que incluyó una lectura del cuento "Usurpación" por las hermanas Marull y un texto escrito especialmente por Edgardo Cozarinsky, como homenaje a la autora en motivo del centenario de su nacimiento. 
En abril de 2023 el Festival Internacional de cine de Buenos Aires le realiza un homenaje con la proyección de sus tres primeras películas junto a Torre Nilsson y una exhibición de afiches, fotografías, guiones y primeras ediciones de sus libros, a cargo de José Miguel Onaindia y Diego Sabanés. Los curadores presentan también el libro Espía privilegiada, editado por EUDEBA, donde analizan el trabajo de Guido en la literatura y en el cine, además de recuperar 15 escritos inéditos de la autora y una selección de reflexiones sobre el lenguaje cinematográfico y su experiencia como guionista. Continuando con la conmemoriación del centenario, el libro es presentado luego en la Villa Victoria Ocampo (San Isidro, Buenos Aires), en el Centro Cultural de España en Montevideo (Uruguay) y en la Casa de América (España). En cada uno de los eventos diversos actores leen fragmentos de su obra y se proyectan además películas basadas en sus guiones.
Ese mismo año la editorial Fondo de Cultura Económica lanza una selección de sus cuentos bajo el título La terraza, con prólogo de Valeria Castelló-Jouvert. Por su parte, la editorial Sudamericana reedita la biografía escrita por Cristina Mucci, junto a las que escribiera sobre Silvina Bullrich y Marta Lynch, en un único volumen titulado Las olvidadas. Finalmente EUDEBA publica una nueva edición de Fin de fiesta, con prólogo de Marcos Zangrandi, dentro de la Serie de los dos siglos.

## Obras
Novelas

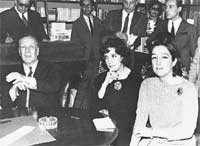
Los escritores Jorge Luis Borges, Beatriz Guido y Martha Lynch.

- La casa del ángel, Emecé, Buenos Aires, 1954. Premio Emecé 1954.
- La caída, Losada, Buenos Aires, 1956.
- Fin de fiesta, Losada, Buenos Aires, 1958
- El incendio y las vísperas, Losada, Buenos Aires, 1964.
- Escándalos y soledades, Losada, Buenos Aires, 1970.
- La invitación, Losada, Buenos Aires, 1979
- Soledad y el incendiario Abril, Buenos Aires, 1982.
- Rojo sobre rojo, Alianza Editorial, Buenos Aires, 1987.

Cuentos
- Regreso a los hilos, El Ateneo, Buenos Aires, 1947
- Estar en el mundo, El Ateneo, Buenos Aires, 1950
- La mano en la trampa, Losada, Buenos Aires, 1961
- El ojo único de la ballena, Editorial Merlín, Buenos Aires, 1971. Cuentos y obras teatrales.
- Los insomnes, Corregidor, Buenos Aires, 1973
- Piedra libre, Galerna, Buenos Aires, 1976
- Todos los cuentos el cuento, Planeta, Buenos Aires, 1979
- Apasionados, Losada, Buenos Aires, 1982. Novelas cortas.

Teatro
- El puerto de Occidente, circa 1953.
- Esperando a los Castro, 1957.
- Y murieron en la hoguera, 1962.

Otros
- Los dos Albertos en la novela contemporánea. Camus. Moravia, Rosario, Confluencia, 1950. Ensayo.
- Una madre, Emecé, Buenos Aires, 1973
- ¿Quién le teme a mis temas?, Fraterna, Buenos Aires, 1977. Antología.

## Filmografía
Coguionista
- Los insomnes (1984)
- Fiebre amarilla (1981)
- El hombre del subsuelo (1981)
- Piedra libre (1976)
- La guerra del cerdo (1975)
- El Pibe Cabeza (1975)
- Los siete locos (1973)
- La maffia (1972)
- Güemes, la tierra en armas (1971)
- El Santo de la espada (1970)
- Martín Fierro (1968)
- La chica del lunes (1967)
- Los traidores de San Ángel (1967)
- La terraza (1963)
- Paula cautiva (1963)
- Setenta veces siete (1962)
- Homenaje a la hora de la siesta (1962)
- La mano en la trampa (1961)
- La caída (1959)
- Fin de fiesta (1959)
- El secuestrador (1958)
- La casa del ángel (1957)

Autora del argumento original
- Los insomnes (1984)
- La invitación (1982)
- Piedra libre (1976)
- El ojo que espía (1966)
- Paula cautiva (1963), cuento La representación.
- La terraza (1963), cuento Fuera de juego.
- Homenaje a la hora de la siesta (1962), obra de teatro Y murieron en la hoguera.
- La mano en la trampa (1961)
- Piel de verano (1961)
- La caída (1959)
- Fin de fiesta (1959)
- El secuestrador (1958)
- La casa del ángel (1957)

Asesoría artística
- Boquitas pintadas (1974)